# Łążek (województwo pomorskie)
Łążek – wieś kociewska w Polsce, położona w województwie pomorskim, w powiecie starogardzkim, w gminie Kaliska w pobliżu jeziora Niedackiego w kompleksie Borów Tucholskich. Łążek składa się z kilku gospodarstw rolnych oraz w dużej części, terenów zabudowy letniskowej. Wieś stanowi część składową sołectwa Iwiczno.
W zachodniej części wsi, przy rozwidleniu dróg do Kalisk i Iwiczna, znajduje się obelisk poświęcony zamordowanym przez Niemców 11 września 1939 braciom Stanisławowi i Franciszkowi Łojewskim - pierwszym ofiarom eksterminacji Polaków w rejonie Starogardu Gdańskiego.
W latach 1945–1975 miejscowość administracyjnie należała do tzw. dużego województwa gdańskiego, a w latach 1975-1998 do tzw. małego województwa gdańskiego.